# Thomas Batuello
Thomas Vann Batuello, (New York, 1 december 1994) is een acteur en muzikant. Hij is het bekendst door zijn rol als cellospeler in The Naked Brothers Band. Hij speelt ook basgitaar.

## Filmografie
- The Naked Brothers Band: The Movie (2005)
- The Naked Brothers Band (2007)
- The Naked Brothers Band: Battle of the Bands (2007)
- The Naked Brothers Band: Sidekicks (2008)
- The Naked Brothers Band: Polar Bears (2008)
- The Naked Brothers Band: Mystery Girl (2008)
- The Naked Brothers Band: Operation Mojo (2008)